# Château de Weikersheim
Le château de Weikersheim est un château ayant appartenu à une branche protestante de la famille princière Hohenlohe, jusqu'en 1967, lorsque le prince Constantin de Hohenlohe le vend à l'État du Bade-Wurtemberg, où il se trouve. Son parc est l'un des plus remarquables d'Allemagne.

## Histoire

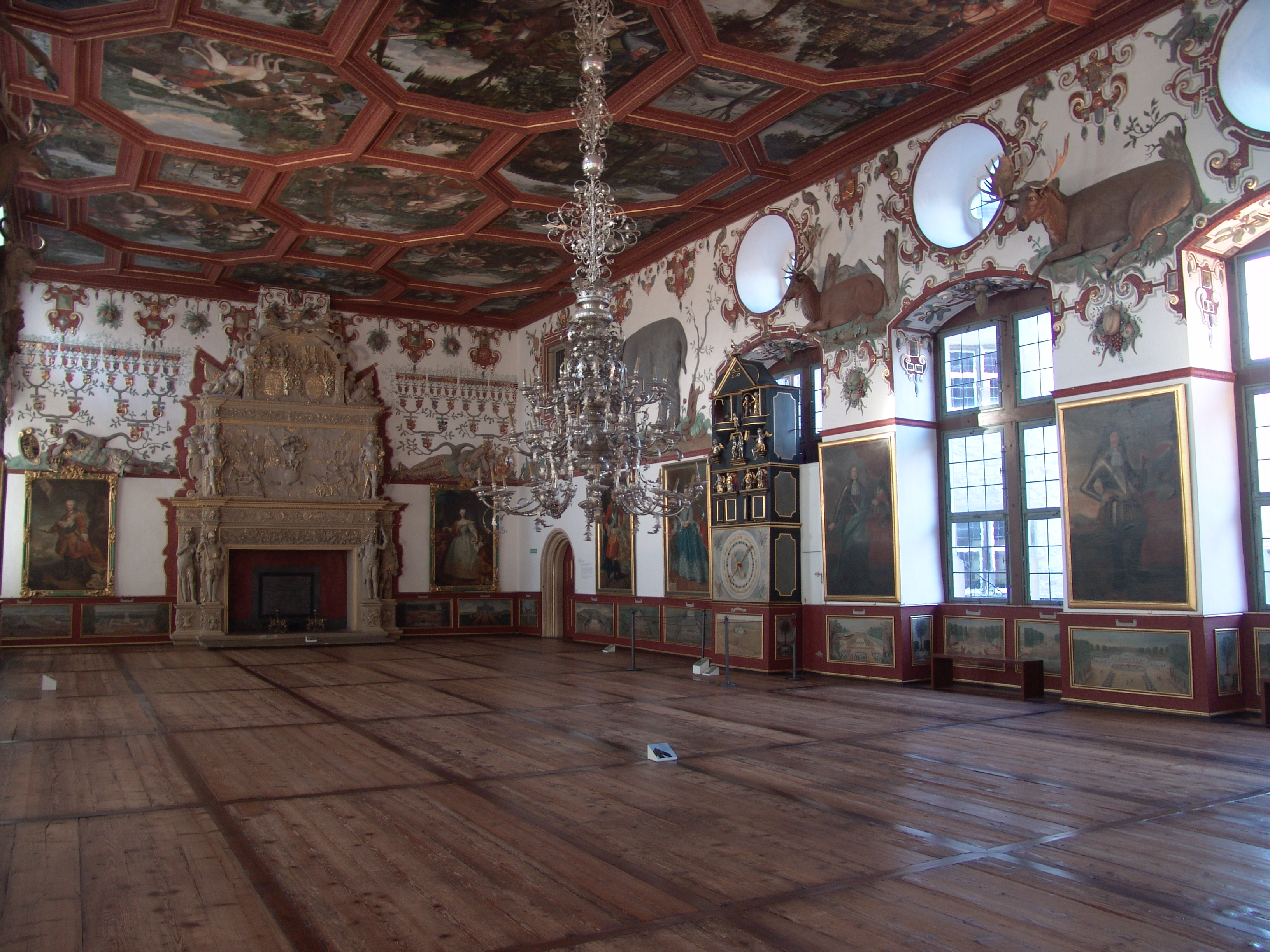
Salle des chevaliers avec son splendide plafond à caissons

C'est en 1153 que sont mentionnés les seigneurs Conrad et Henri de Wighartesheim (d'où Weikersheim) comme possédant déjà un château fort entouré d'eau (Wasserburg) dans la vallée du Tauber. Conrad deviendra seigneur de Weikersheim et Henri, seigneur de Hohenloch (qui deviendra Hohenlohe), d'après le village de Hohenlach, près d'Uffenheim.
Le château est agrandi, ceint de remparts et aménagé au cours des siècles. Le comte Wolfgang II de Hohenlohe-Langenbourg entre en possession des terres et du château en 1586, après partages et extinction de la branche Weikersheim. Il en fait sa résidence principale et remanie le château en style Renaissance. Cultivé et humaniste, le comte avait voyagé en Autriche, en France et en Angleterre et avait voulu faire de sa résidence, la demeure idéale de ses goûts et conceptions, avec des éléments annonçant le baroque. L'aménagement extérieur est achevé en 1605. La salle des chevaliers est particulièrement remarquable avec ses plafonds à caissons du wurtzbourgeois Balthasar Katzenberger. Le comte meurt à soixante-quatre ans en 1610 et a à peine le temps d'en apprécier le décor. 
Les travaux marquent un temps d'arrêt pendant la guerre de Trente Ans, mais les troupes du général Jean de Werth y cantonnent en 1634 et si le château n'avait été pris par le Grand Turc et ses gens, cela n'aurait été pire.
Le petit-fils de Wolfgang II, le comte Siegfried, poursuit les travaux à partir de 1679 et son fils Charles-Louis en fait sa résidence en 1709. Dès lors pendant une cinquantaine d'années, le château prend sa configuration actuelle, avec l'aménagement du parc, l'un des plus beaux jardins à la française d'Allemagne. Charles-Louis n'ayant pas d'héritier, le château et ses terres passent à une autre branche des Hohenlohe, celle des Hohenlohe-Langenbourg. Ils ne séjournent plus à Weikersheim que l'été ou pour de courts séjours, préférant leurs châteaux de Langenbourg, de Neuenstein ou d'Öhringen. Ce château de la Belle au bois dormant se réveille après la Seconde Guerre mondiale, lorsque le prince Constantin de Hohenlohe-Langenbourg, fuyant les communistes de Bohême, en fait sa résidence principale. Il redonne vie au domaine, ouvre une école de peinture, restaure le parc et le château qu'il ouvre au public. Il organise aussi des concerts d'été et des cours internationaux de musique de chambre l'été, ainsi que des Master Class. Il prévoit dans son testament que le château soit vendu à sa mort à l'État de Bade-Wurtemberg; ce qui est fait en 1967, pour 5 millions et demi de Deutsche Marks, résolvant les difficultés d'entretien du domaine.

## Le château aujourd'hui

Le château et le parc

Le château de Weikersheim est le siège des Jeunesses musicales internationales pour l'Allemagne qui y jouent des opéras et des concerts pour le public en juillet et en août. Il y a des salles pour la musique classique, le jazz et la Nouvelle Musique.
Chaque année à Noël se tient un marché de Noël avec des illuminations dans la cour et sur la terrasse d'Honneur.
Le château est aussi le lieu du Studienzentrum Weikersheim, centre d'études fondé par l'ancien ministre-président du Bade-Wurtemberg, chrétien-démocrate Hans Filbinger, (1913-2007) en 1979.

## Galerie

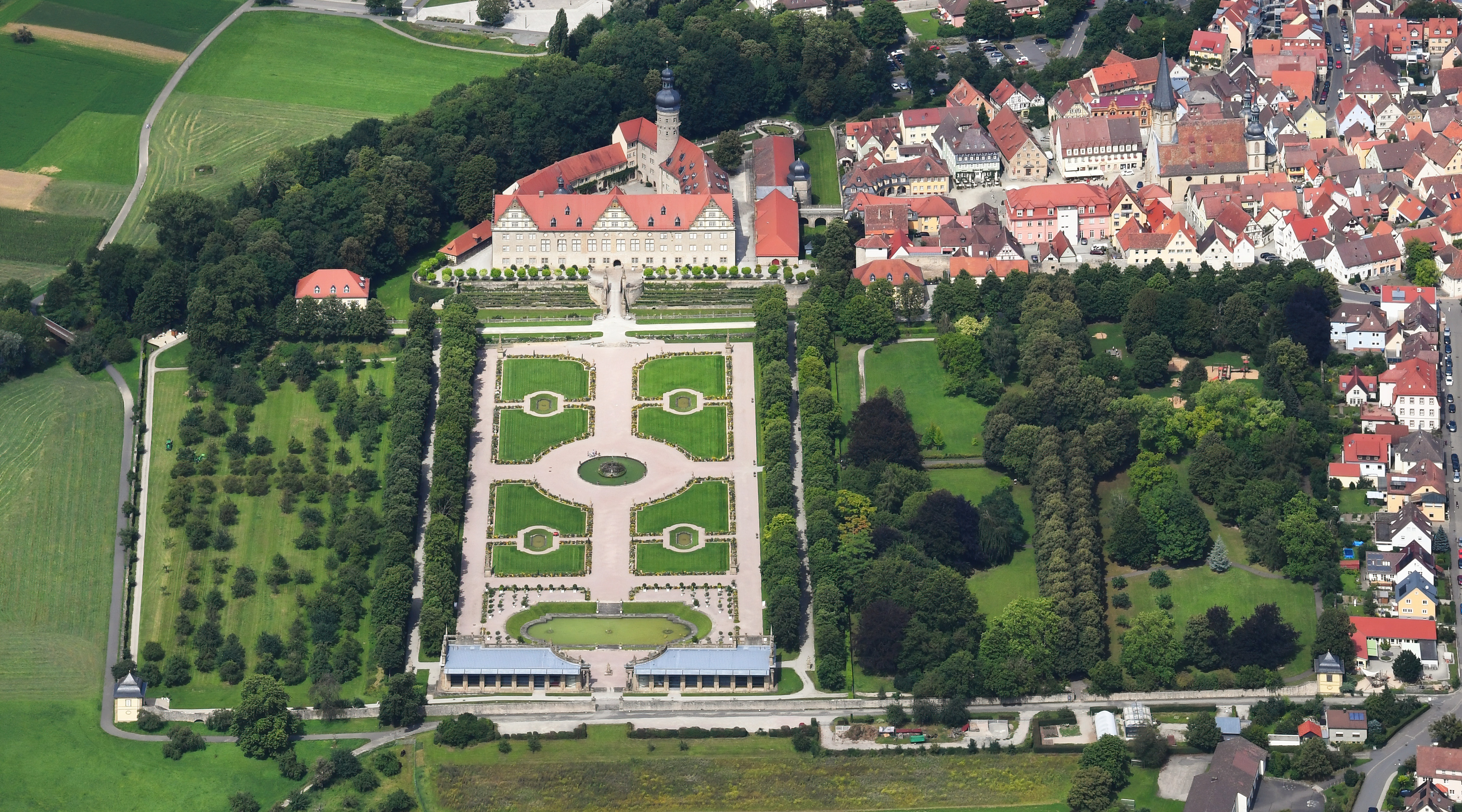
Vue aérienne du château et du parc du château de Weikersheim
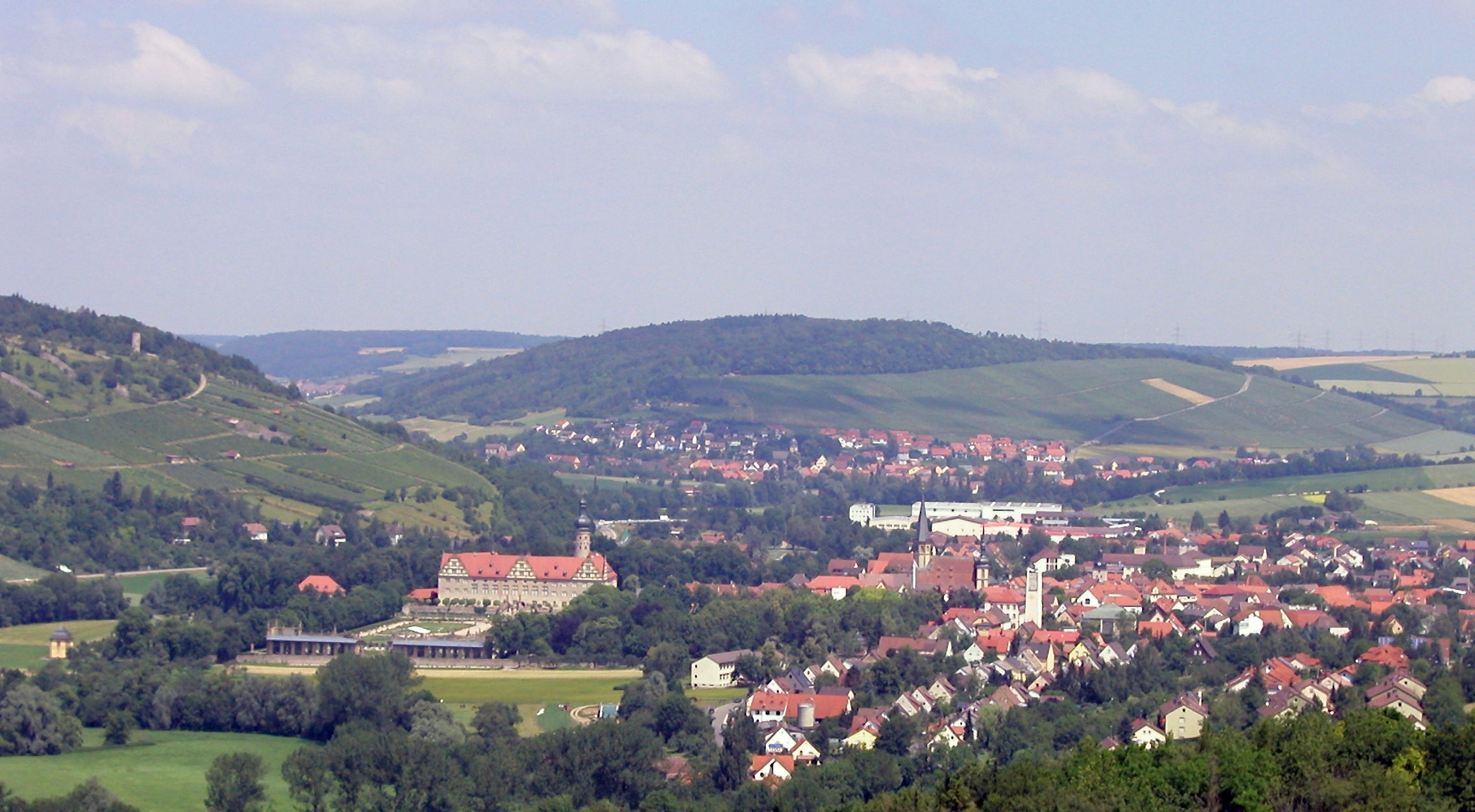
Vue du château à Weikersheim
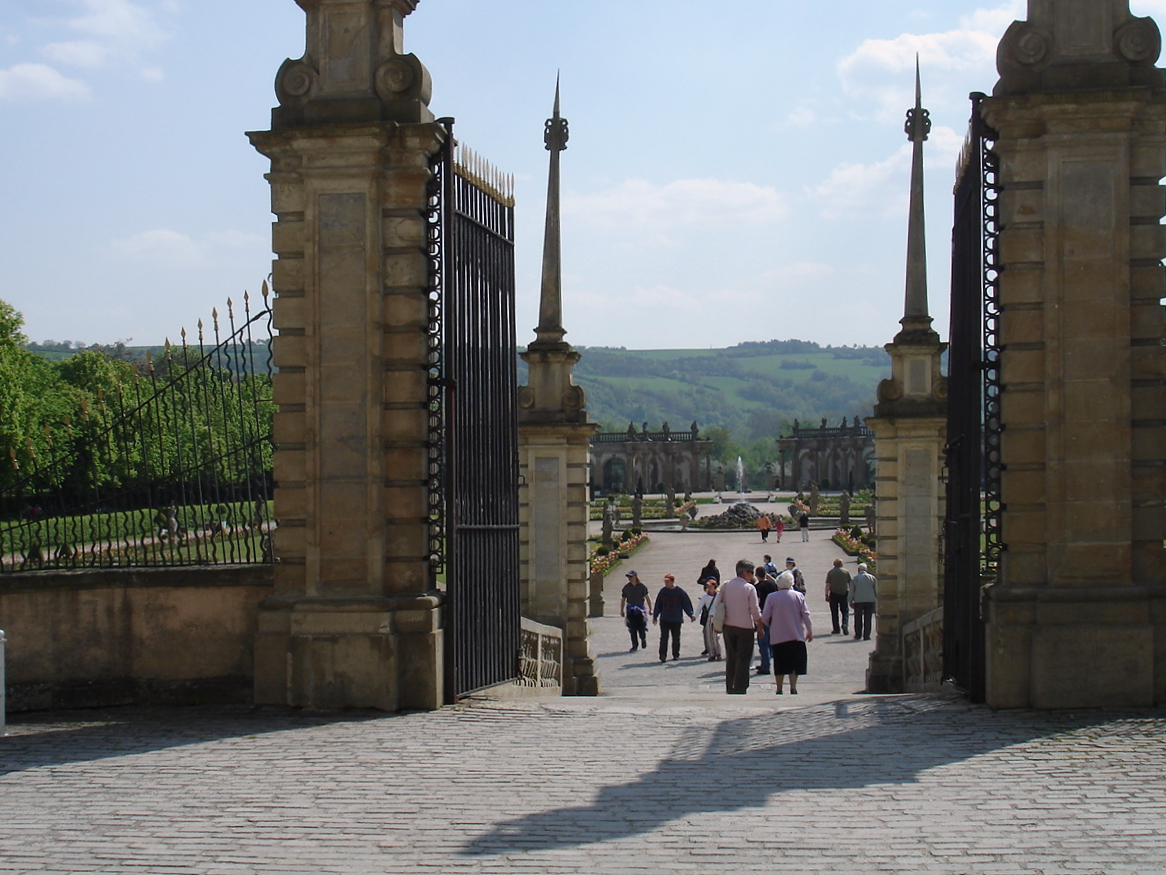
Entrée vers l'Orangerie à la Versailles
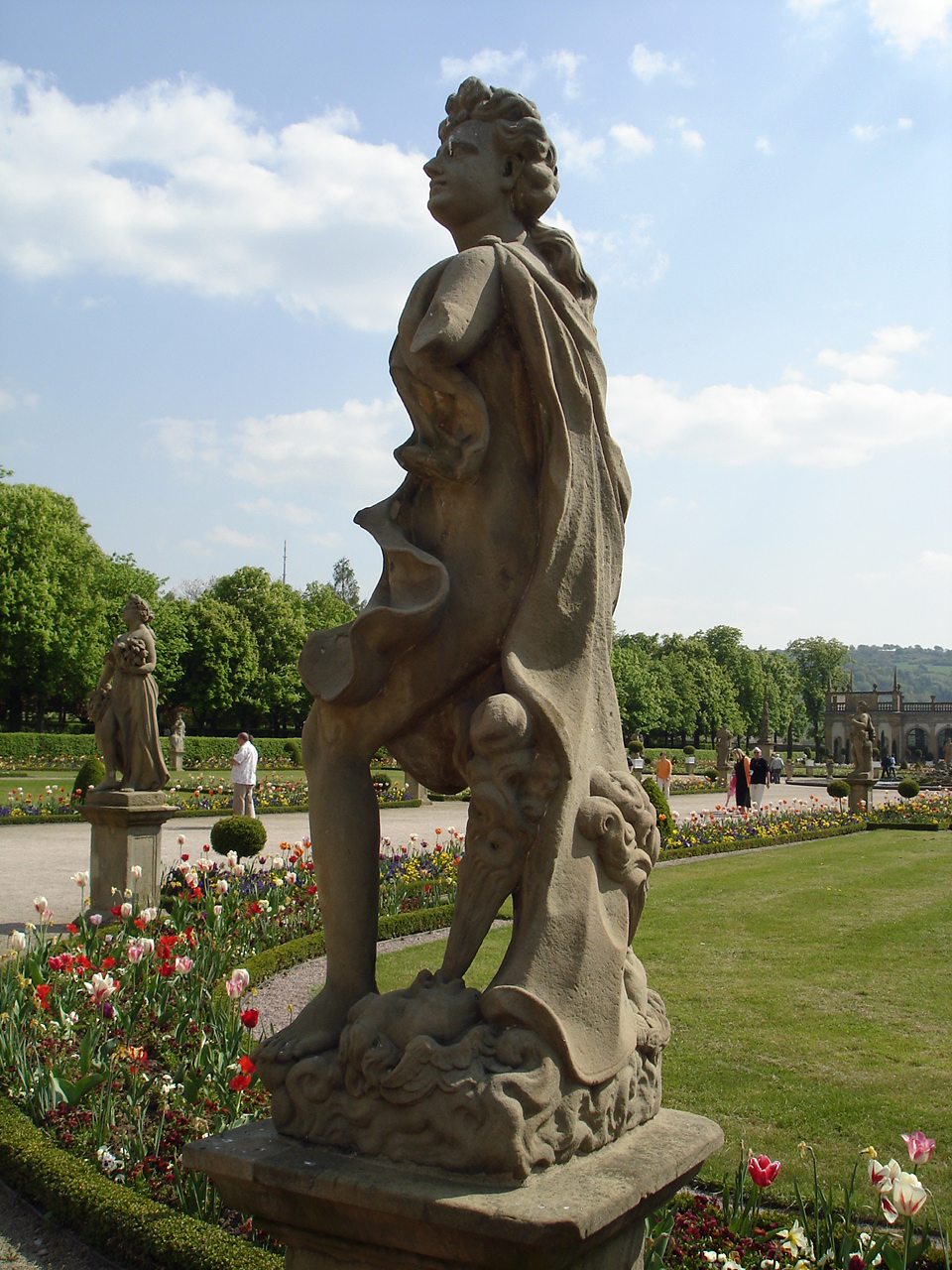
Statue du parc
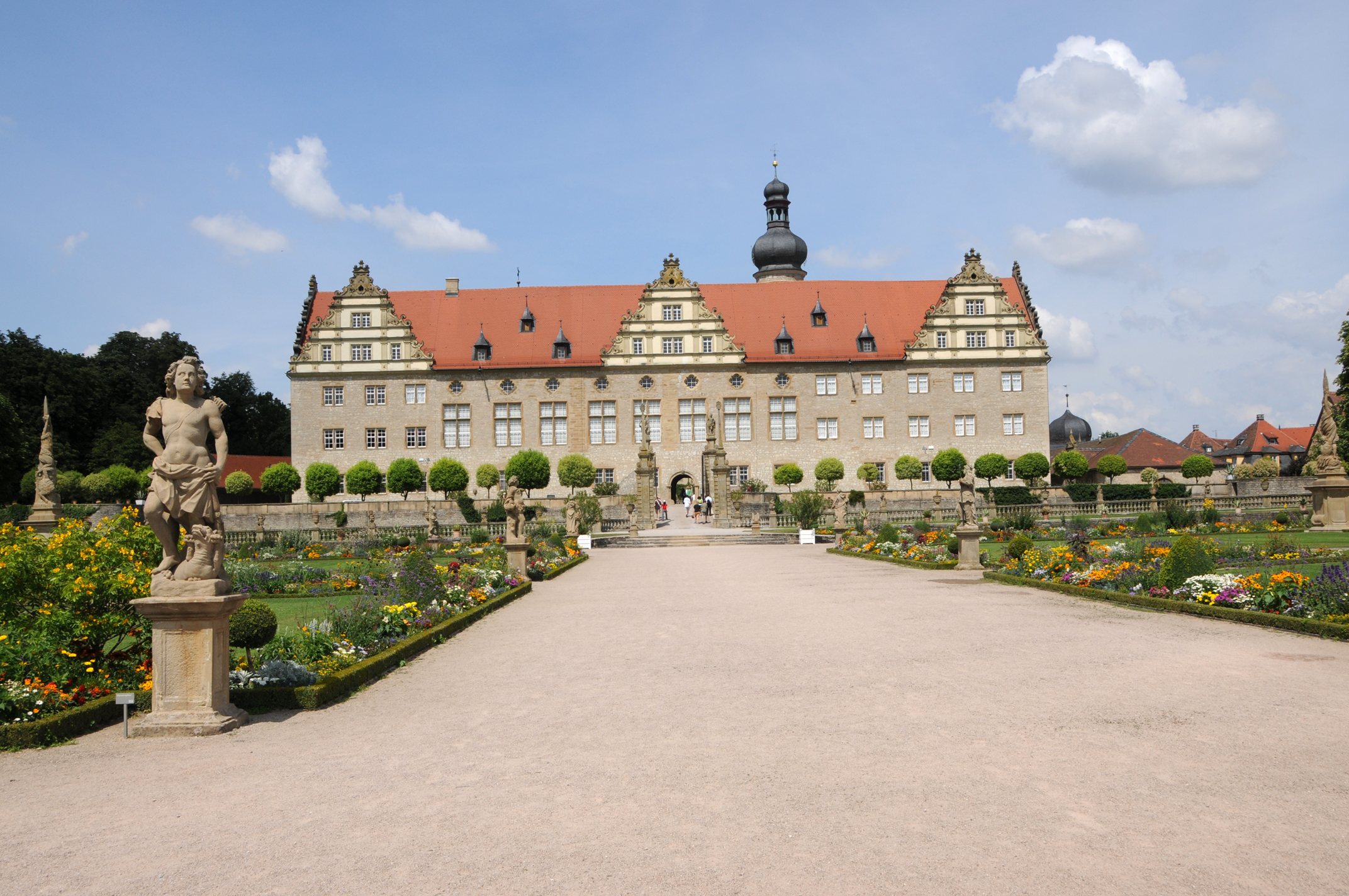
La grande allée du parc
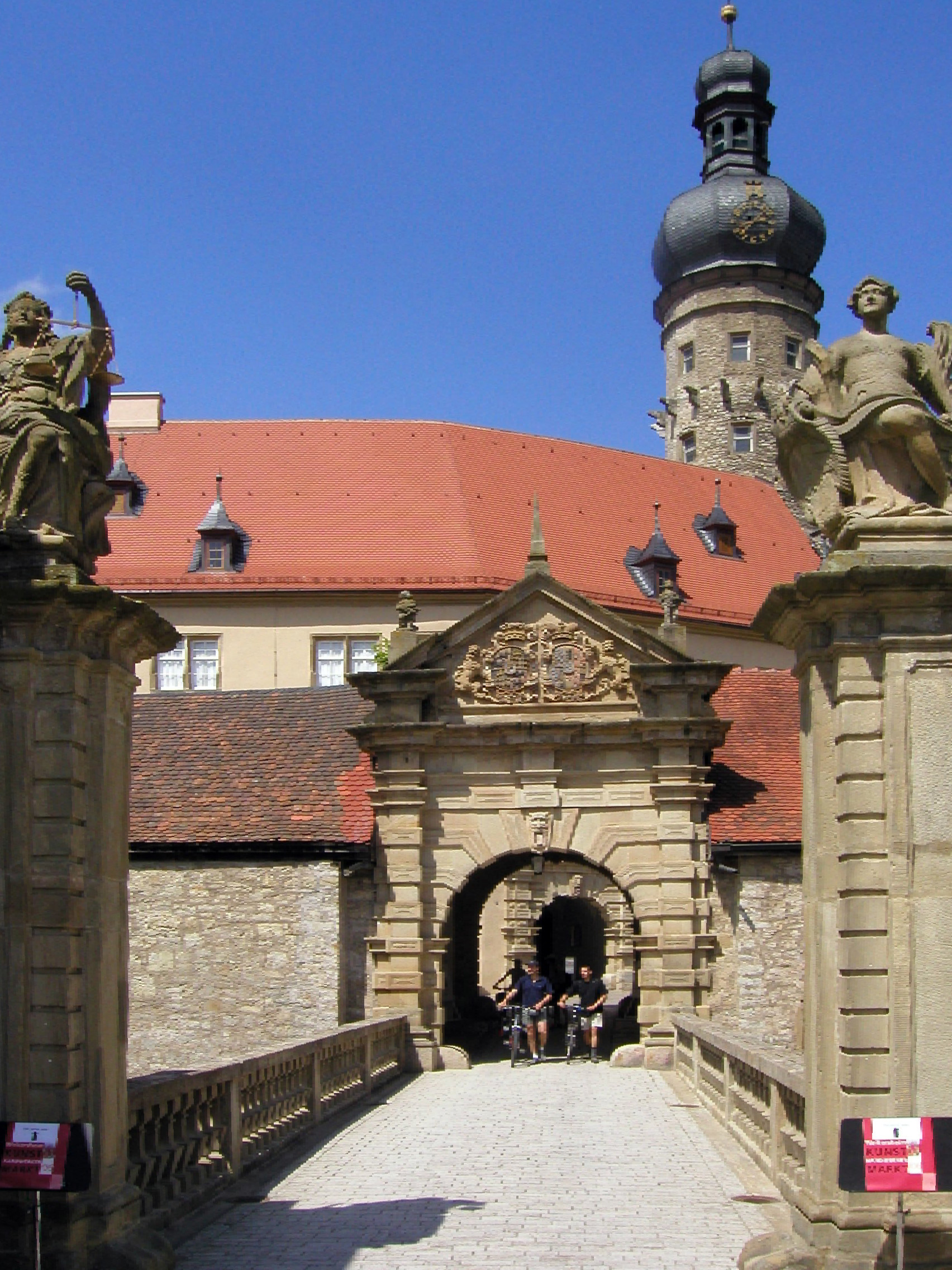
Entrée du château